# Actinoptilum molle
Actinoptilum molle is een Pennatulaceasoort uit de familie van de Echinoptilidae. De wetenschappelijke naam van de soort is voor het eerst geldig gepubliceerd in 1902 door Kükenthal.